# Mazzaferro (Urbino)
Mazzaferro (AFI: /matʦaˈfɛːrro/ , Masafer in dialetto gallo-piceno) è un quartiere della Città di Urbino, in provincia di Pesaro e Urbino, nelle Marche. Si tratta del quartiere più periferico del capoluogo provinciale (2 km dal centro storico di Urbino). 
non scordare che vissero anche loro

pieni di sogni e di speranze

proprio come i vivi ora
Dalla stessa strada che percorri essi passarono

e andando non pensavano alla tomba

Erano pochi come oggi a meditarla

I più credevano loro scopo la vita

né mai riuscirono a pensare

che solo il passato è esistenza»
(Alekos Panagulis, Delirio, febbraio 1971)

## Geografia fisica

### Territorio

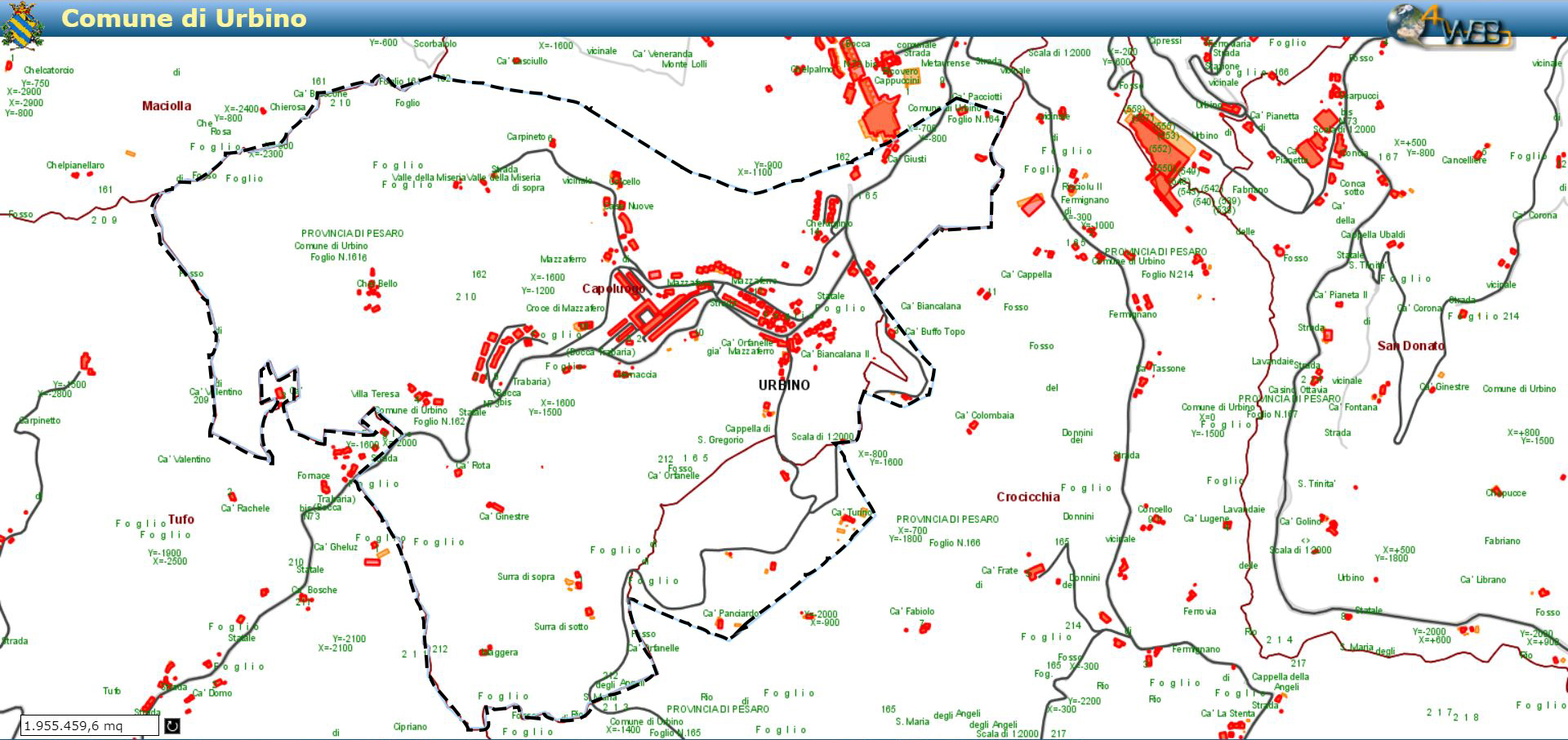
Territorio del quartiere Mazzaferro

È situato su una collina a sud-ovest di Urbino, nella sinclinale intermedia che divide le anticlinali della zona feltresca. Il territorio è costituito da formazioni marnoso-arenacee che la radio datazione al carbonio colloca nel periodo messiniano. I confini storici circoscrivono un'area di 1,955 km².
"L'enclave" di Mazzaferro confina a Nord con la località Urbinate "SS. Annunziata"; in direzione Est-Nordest tocca il centro storico della città ducale; a sud è a contatto con la località "Crocicchia", mentre a ovest il quartiere tange la frazione del "Tufo". A nord-nordovest vede il territorio della località di "Maciolla".
Il quartiere è circondato da vallate che degradano dolcemente in direzione nord-nordovest e sud, grazie alle quali si apprezzano durante tutto l'anno panorami suggestivi. Dalla "Croce di Mazzaferro" (l’attuale Chiesa di Santa Maria de Cruce), muovendosi con lo sguardo da sud-ovest in direzione nord, si osserva la collina di San Cipriano oltre ai territori di Maciolla, Rancitella e Pieve di Cagna. All'orizzonte, invece, il Monte Carpegna, San Leo e San Marino. Se a est Urbino mostra i caratteristici mattoni, spostandosi da sud-est verso sud-ovest dalla zona di "Ca’ Orfanelle" (l’attuale via A. Baldeschi), si ammira la vallata di Biancalana e in lontananza i monti Pietralata, Petrano, Catria e Nerone.
L'insediamento compete geograficamente alla località di Urbino, ciononostante le strade che collegano il centro del quartiere con Ca' Buffo Topo e Biancalana, attraversano per brevi tratti la località Crocicchia. L'osservazione è curiosa perché le zone interessate sono storicamente Mazzaferresi, inoltre facilmente accessibili solo dalla viaria principale del quartiere.
Nella "Saga dei Basili di Urbino" si menziona tal Capitano Francesco Basili (noto come “Francisco Basilio”), commorante spagnolo. In data 2 ottobre 1599 lo zio Giulio Basilio concluse affari a suo nome in Urbino, acquistando un censo perpetuo su una possessione di terra "in Villa Panicale in loco Mazzaferri". Il terreno è descritto confinante con i beni della Pieve di San Cipriano (distante dal centro del quartiere 2,9 km in direzione sud-ovest). L'informazione storica suggerisce che i toponimi "Mazzaferro e Mazzaferri" erano al tempo sinonimi, utilizzati indistintamente per indicare il territorio dell'odierno insediamento; inoltre nel 1599 Mazzaferro si estendeva probabilmente fino alla zona di San Cipriano. Il dato è singolare, infatti gli attuali confini territoriali si sviluppano in questa direzione per soli 1,9 km, cioè al confine con la località del "Tufo". Può darne ragione supporre che il Tufo fosse proprietà dell'ecclesia di San Cipriano, tuttavia una spiegazione plausibile arriva dal Settore Urbanistica di Urbino. Dalle registrazioni civiche delle abitazioni, emerge che l'originario podere di Mazzaferro era un territorio dislocato più verso ovest, rispondente proprio alle attuali case del "Tufo". Il riscontro s'allinea con la narrazione riportata ne "Saga dei Basili di Urbino", inoltre giustifica l'acquisizione odierna dell'antico toponimo probabilmente per convenzione. Dal punto di vista geografico, infatti, l'attuale insediamento può definirsi un prolungamento della zona originaria.

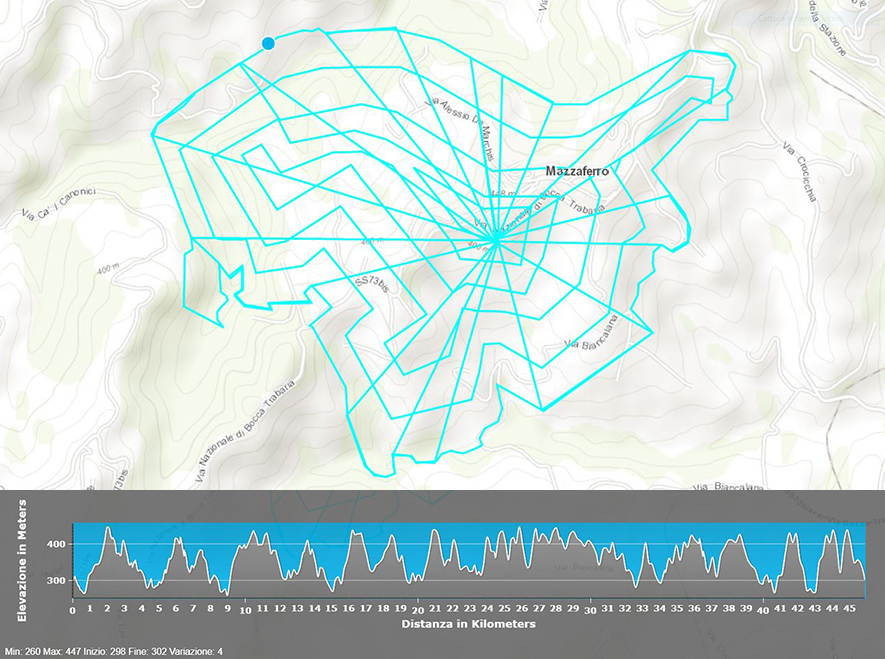
Mappatura altimetrica del quartiere Mazzaferro (Urbino)

### Orografia
La mappa orografica descrive l'altimetria di un percorso concentrico, con origine sul perimetro e convergenza nel punto più alto del quartiere. Il tracciato è integrato con direttrici trasversali che collegano il poggio più elevato al perimetro esterno.
Il territorio mostra rilievi tra i 260 e i 447 m s.l.m. che distano in linea d'aria tra i 32 km e i 34 km dalla costa. La classificazione ISTAT assegna al quartiere la zona altimetrica "collina interna" (territorio con altitudini superiori ai 200 m). Le alture più significative sono il poggio di Piazza Casteldurante detto “Monte del ginestreto” e quello di Ca’ Giusti (446m). Il primo è a ponente prospiciente alla chiesa di Santa Maria de Cruce, il secondo a levante dirimpetto a Ca’ Paciotti. Le depressioni territoriali più marcate si trovano in direzione nord-ovest e sud, rispettivamente nella Val Miseria (260m) e in zona Biancalana (280m).

### Clima
Per la storia climatica del quartiere si veda la pagina città di Urbino. L'esigua distanza dal centro storico rende le registrazioni meteo dell'Osservatorio Serpieri rappresentative anche per Mazzaferro.
Degno di nota è l'eccezionale evento climatico verificatosi nel febbraio 2012, quando nelle prime due settimane del mese nevicò pressoché ininterrottamente. L'intero comune urbinate fu colpito da gravissimi disagi e il quartiere né risentì particolarmente. Il giorno 6 erano già caduti 1,5 m di neve. L'apice si ebbe nel week-end del 10-12 febbraio quando si misurarono almeno 3 m di neve. La caduta di un abete nella curva detta "della Casa Rossa", bloccò completamente il tragitto dal piazzale Martiri di Lidice alla chiesa di Santa Maria De Cruce. I vigili del fuoco furono impossibilitati all'intervento a causa dell'emergenza nell'intera provincia, tanto che i residenti dovettero provvedere in prima persona alla rimozione. Nella tarda serata del giorno 12 la viabilità fu parzialmente ripristinata, grazie a due turbine spazzaneve della regione Veneto inviate per normalizzare la situazione.

## Origini del nome
L'origine del toponimo è incerta. La stretta correlazione tra sub-area dialettale urbinate-fanese-senigalliese e isola linguistica gallica del Conero, ha giocato comunque un ruolo fondamentale. Infatti i cognomi Mazzaferro e Mazzuferi hanno altissima diffusione nelle province marchigiane di Macerata e Ancona. Sembrano derivare dal soprannome e poi nome medioevale Mazzuferus (portatore di mazza ferrata). Nel 1301 era noto Mazzuferus Rinieri in qualità di Priore di Firenze, mentre nel 1567 il corpo studentesco di Perugia annoverava il marchigiano Alexander Mazzaferrus. Di rilievo è l'opera del casato nobiliare dei Mazzaferro che prosperò a Recanati tra il 1400 e il 1600. Tracce del toponimo in accezione territoriale compaiono già il 21 ottobre 1507, nell'atto testamentario di Don Pietro Paolo Viviani prete d'Urbino.

## Storia

### Età antica
Il quartiere si trova sull'antico percorso romano che passando per Urbino collegava Rimini (Ariminum) alla scomparsa città di Pitinum Mergens, infatti è certo l'attraversamento dell'attuale zona denominata Biancalana. Questo percorso pedemontano si congiungeva ad un'altra storica via, quella Metaurense proveniente da Urbania. Nel tratto finale la strada oggi comunemente detta dei "Fangacci", agiva da cerniera tra questi antichi camminamenti. Strategicamente era così importante che fu percorsa dall'esercito cartaginese di Asdrubale, prima della storica Battaglia del Metauro nel 207 a.C.. A riprova, nel 1876 sono stati rinvenuti nell’ecclesia di Mazzaferro due antichi tubi per la conduzione idrica (fistulae aquariae). Il ritrovamento fu di rilievo per due motivi: confermò la presenza stanziale dei romani nel territorio dell'odierno quartiere; dalle epigrafi incise sulle condutture furono dedotte una serie di informazioni tecnologiche. Le incisioni riportavano misure di lunghezza lineare (diverse dall'attuale metro), impresse su strutture di piombo fuso, la tecnica di saldatura era rozza ma concepita per evitare scoppi.
Più recentemente, alla fine degli anni ’80, è stata rinvenuta una grotta antropica. Localizzata 500 m dopo la fornace di Mazzaferro, all’ingresso della frazione Tufo, il sito è tuttora oggetto di studio. In via preliminare, è stato dichiarato dalla Soprintendenza per i Beni Archeologici “antico luogo di culto risalente all'alto Medio Evo, di notevole rilevanza storica e monumentale. Unicum del territorio”. Tuttavia ulteriori approfondimenti sono ancora in corso, in quanto la fisionomia strutturale interna si mostra analoga a cavità pre-romaniche già rinvenute sul territorio dell’Italia centrale. Se confermato, la conclusione non dovrebbe poi così sorprendere, ma sarebbe un ulteriore tassello per ricostruire il quadro storico della zona. In particolare consoliderebbe il puzzle complessivo, che restituisce l’idea di crocevia storico dell’area di Mazzaferro.

### Età moderna
Il 30 dicembre 1475 papa Sisto IV autorizzò il passaggio di alcune terre, site in loco Mazzaferri, a Piero di Parte orefice di Urbino. La cessione coprì parte delle spese necessarie per la costruzione della cattedrale urbinate.
Nel 1559 gli Statuti del Comune di Urbino descrivono 2 pali di cavalli che si tenevano durante il periodo delle Calende di giugno, organizzati ogni anno per la festa di S. Crescentino. I pali erano costituiti da tessuti (panno rosso e di seta) delle lunghezze di dieci braccia e del valore di uno scudo il braccio. Entrambi avevamo un valore di quindici fiorini e venivano pagati al cavaliere vittorioso dal Camerlingo Ducale. Il premio veniva elargito anche in caso di cavallo scosso. La corsa dei cavalli cominciava dalla Chiesa di Santa Maria di Mazzaferro e finiva al cantone della Corte del Duca d’Urbino. Dal testo si coglie il clima competitivo della competizione, la quale era sottoposta a rigide regole. Cavallo e cavaliere dovevano essere ben identificati con fregi rilasciati dal Cancelliere del Comune, pena la perdita del Palio. Le posizioni di partenza erano assegnate accuratamente e con diligenza in modo tale che la sfida potesse svolgersi senza disordine e frode. In particolare le figure chiave erano costituite dal Cavaliere del Podestà e dalla Trombetta, i quali sotto contratto e giuramento supervisionavano l’identificazione, il posizionamento in griglia e su indicazione dei Priori davano la “mossa”, cioè lo start alla competizione. Al termine avevano anche la responsabilità di relazionare ai Priori confermando la correttezza del Palio. Sulla base di questa comunicazione i Priori davano l’assenso o meno al Camerlingo Ducale al pagamento del palio.
Significativa e drammatica è la ricostruzione degli accadimenti verificatisi tra il 1572 e il 1574, fatti passare in sordina nel periodo in cui Guidubaldo II della Rovere era Duca di Urbino. Nei successivi tre secoli gli Archivi Vaticani hanno permesso di far luce su quanto occorso, dopo la pervicace imposizione di nuovi dazi voluti dalla Signoria Ducale. Nel 1892 l'Avv. Luigi Celli documentò fedelmente la dignitosa sommossa degli Urbinati nei confronti di Guidubaldo, pagata peraltro con alto tributo di sofferenza e sangue. Tra essi vi erano Virgilio Virgili, Vincenzo Ridolfi, Piero di Simone (detto Fussone) e Guerrino di Pieruccio, sudditi ducali con discreti possedimenti nella campagna di Mazzaferro. Con ruoli diversi si sacrificarono tutti a favore della causa popolana. Di rilievo fu il ruolo di Vincenzo Ridolfi, recatosi a Roma presso Papa Gregorio XIII per perorare l'intervento del Soglio di Pietro. L'iniziativa non ebbe esito, scatenando solo la collera del Duca di Urbino. Pagarono tutti con la tortura e la condanna a morte per decapitazione (alcuni in contumacia),  assieme ad altre 31 persone. Virgili e Pieruccio si salvarono con la fuga, Fussone morì in carcere dopo tortura al cavalletto, mentre per Ridolfi la ricostruzione è contraddittoria. Fu certamente arrestato e sottoposto a metodi inquisitori, ma il Celli ne narra sia la fuga che la restituzione dei beni al termine della vicenda, grazie al figlio di Guidubaldo. Subentrato alla morte del padre, Francesco Maria II della Rovere era infatti motivato a ricostruire l'antico legame con la città di Urbino.
Successive informazioni storiche si devono grazie all'opera dei Padri Carmelitani Scalzi dell'ex Convento dell'Annunziata. Infatti nel 1691 valorizzano il territorio di Mazzaferro con piantumazioni ed interventi agricoli.

### Età contemporanea

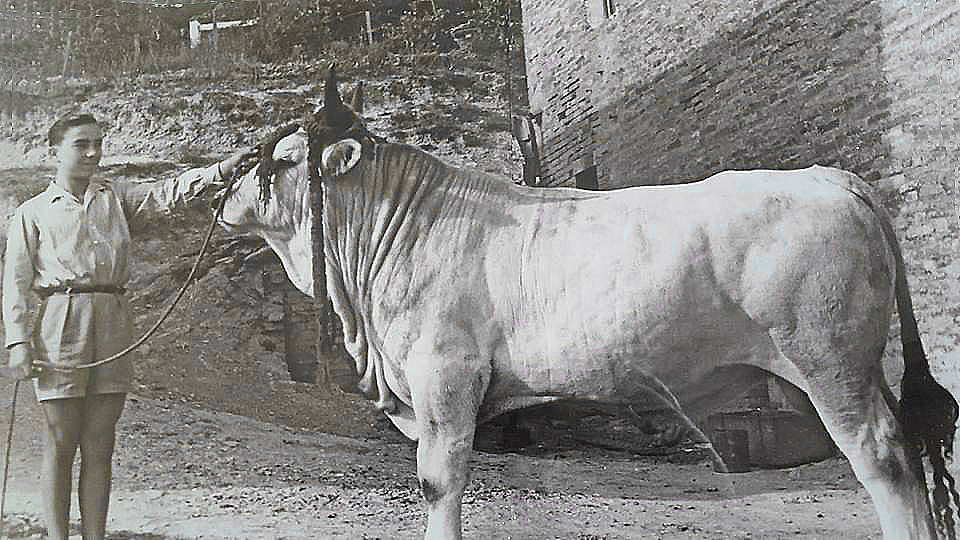
Toro da Monta Taurina - Famiglia Guidarelli - Mazzaferro 1949

Provenendo da Urbania, nel 1935 Mazzaferro era solo una collina da attraversare prima di arrivare ad Urbino, dalla quale poter ammirare il panorama dei torricini del Palazzo Ducale. Nel 1951 il futuro quartiere non era considerato neanche centro abitato dall'ISTAT, contava appena 70 abitanti ed era annoverato solo come nucleo abitativo. Le attività primarie erano legate all'ambito agricolo, tanto che una delle Stazione di Monta Taurina della Provincia era sita proprio a Mazzaferro.

L'espansione contemporanea può ricondursi al rapporto tra Giancarlo De Carlo ed Urbino, stretto proprio in questo periodo. Il Rettore dell’Università Carlo Bo lo chiamò nel 1952, con l’intento di trasformare l'antica capitale rinascimentale in un nuovo centro degli studi e della cultura. Il sindaco Egidio Mascioli condivideva l’idea di trasformare questo borgo ricco solo del suo passato, in una centralità di ampia portata territoriale. Infatti nel 1958 conferì a De Carlo l’incarico di redigere il nuovo Piano Regolatore (PRG). Il moderno insediamento di Mazzaferro fu dunque concepito con il 1º PRG di Urbino ideato dall'architetto nel 1964, prevedendo un potenziamento della città “nuova” con veri quartieri “satellite”. L'iter di approvazione richiese molto tempo e solo nel 1971 venne finalizzato, al tempo si contavano ancora 70 abitanti. Nel mentre, per tagliare i tempi di costruzione, l'Amministrazione Comunale adottò il Piano per l'Edilizia Popolare (PEEP), visto che nel 1965 era stata approvata apposita legge d'incentivazione. In questo modo furono attivate edificazioni già previste nel 1º PRG (zone Piansevero e Mazzaferro), il quale nel frattempo completava il suo percorso burocratico. In realtà la costruzione del quartiere Piansevero partì subito mentre Mazzaferro dovette comunque attendere l'inizio degli anni '70, momento che coincise con l'approvazione definitiva del 1º PRG.

Mazzaferro alla fine degli anni '60 (Gentile concessione di Fotomero)

I lavori iniziarono nel 1972 e furono sottoposti a successive variazioni del progetto a metà decennio. Il passaggio storico fu importante. Tra il Comune di Urbino e De Carlo non si raggiunse un allineamento sulle revisioni. La divergenza di vedute con l'amministrazione Magnani portò a una temporanea separazione dall'architetto nel 1973 e nel 1975 la variante PEEP di Mazzaferro fu affidata a Gianni Fabbri dell'Università IUAV di Venezia, di cui Rettore era Carlo Aymonino. È durante la collaborazione tra il Comune di Urbino e Aymonino che la fisionomia di Mazzaferro raggiunse l'attuale status. Ispirandosi chiaramente al Gallaratese, furono eretti gli edifici a struttura quadra di Piazza Casteldurante organizzandoli attorno ad una corte centrale. A fianco degli alloggi fu edificata una piazza sopraelevata con garage sotterranei, concepita come punto di ritrovo del quartiere. Originariamente la piazza doveva essere ancora più alta, era previsto a tale scopo un altro piano. Partirono anche una serie di attività commerciali che tuttavia non riuscirono a decollare mai completamente per motivazioni logistiche. Il quartiere, nonostante gli investimenti, è infatti percepito da sempre isolato, sia dai residenti che dalla popolazione urbinate.
Controversie architettoniche

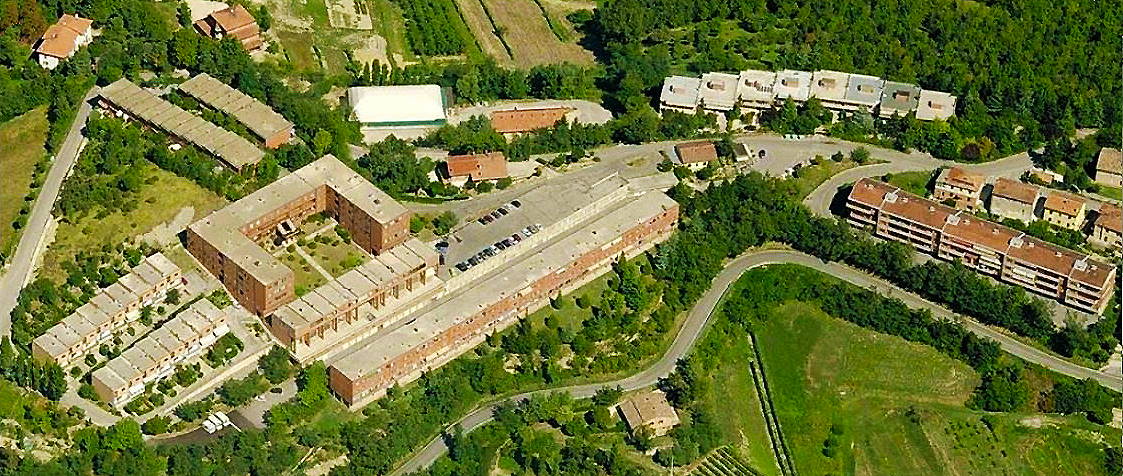
Veduta aerea del centro di Mazzaferro

Nel corso degli anni Mazzaferro è stato oggetto di accesi dibattiti, focalizzati periodicamente su due aspetti, l’impatto ambientale sul territorio urbinate e i canoni estetici delle abitazioni.
Fino a metà del '900 i pochi residenti "vivevano" una campagna pressoché incontaminata. Il progetto del nuovo quartiere fu calato in un territorio molto simile a quello ritratto dal Vanvitelli tre secoli prima. Un impatto “complesso” da armonizzare con i paradigmi costruttivi del XX secolo. Alla necessità di nuove case, durante il boom economico del secondo dopoguerra, s'aggiunse la rigidità del piano costruttivo. Inoltre allo sviluppo contribuirono i più influenti professionisti dell’epoca: De Carlo, Aymonino e Fabbri. Quindi concezioni architettoniche eclettiche, in termini estetici. Nei fatti si tentò di far coesistere edifici del '600, abitazioni di fine '800 e inizi del '900, condomini tipici degli anni ’70 e '80, case o villette bi- e mono-familiari. Tutto edificato nell'arco di 25 anni.
Riflessioni sul potenziale esito vennero condivise durante la fase di costruzione. Ad esempio, ancor prima dell’erezione di via O. Lizzadri, fu discussa la possibilità di frazionare l’edificio in due tronconi. Si riteneva che la discontinuità strutturale potesse mitigare la "sensazione monumentale” dell’edificio. Analogamente fu condivisa la rivisitazione architettonica della corte di Piazza Casteldurante, che tuttavia lasciò spazio all'impellente esigenza abitativa. All'epoca, inoltre, una certa connotazione estetica probabilmente andò persa, passando dalla fase di progettazione a quella operativa. Nonostante una certa caratterizzazione strutturale, lo stesso sindaco dell’epoca Londei si confrontò con Aymonino sul risultato finale, il che si tradusse nell'avvicendamento con Leonardo Benevolo all'inizio degli anni '80.
Il ritorno di De Carlo
I rapporti tra De Carlo e l'Amministrazione di Urbino ripresero nel 1989 concretandosi con il 2º PRG del 1994, il che si tradusse in una nuova espansione per Mazzaferro. Nel 1999 il quartiere si sviluppò verso Nordest nella zona di "Ca' Virginio" (o Chel Virginio) e in direzione Sud-Ovest con la costruzione di nuove abitazioni dette "Villa Teresa". In quest'ultimo caso fu coinvolta anche la parrocchia di Santa Maria de Cruce, con il suolo antistante al salone polivalente. Il progetto iniziale di Villa Teresa prevedeva un anfiteatro ricreativo edificato vicino alle case. Nel 1999 l'approvazione di una variante ne concretò lo spostamento proprio nella porzione di terreno adiacente al salone, ove già insisteva un modesto campo da calcio. Il vecchio impianto fu smantellato ed eretta una nuova struttura sportiva parrocchiale.
Per quanto possibile si cercò di far tesoro dell’esperienza passata, non solo a Mazzaferro ma anche in altri quartieri della città. A tal proposito Villa Teresa e Ca’ Virginio mostrano un tentativo di progresso nella ricerca dell'armonia estetica.
Per ovviare al problema dell'isolamento, uno sviluppo del collegamento con la città ducale venne previsto agli inizi degli anni 2000. Fu pianificata la costruzione di un camminamento pedonale per collegare il tratto di SS 73 bis tra la zona di "Ca' Virginio" e l'incrocio stradale prima di "Ca' Condi". Questo bivio, detto anche "incrocio della cabina", è conosciuto per collegare Urbino con Fermignano attraverso la viaria nota come "Strada Rossa" o "Crocicchia". Il progetto tuttavia è ancora in corso ed attende il completamento a partire dall'anno 2018. Al momento il camminamento è stato realizzato solo parzialmente nel tratto di strada detto "del Muraglione", nella curva tra "Ca' Virginio" e "Ca' Paciotti".

## Monumenti o luoghi d'interesse

### Chiesa di Santa Maria Annunziata de Cruce o Santa Maria della Croce
Storia

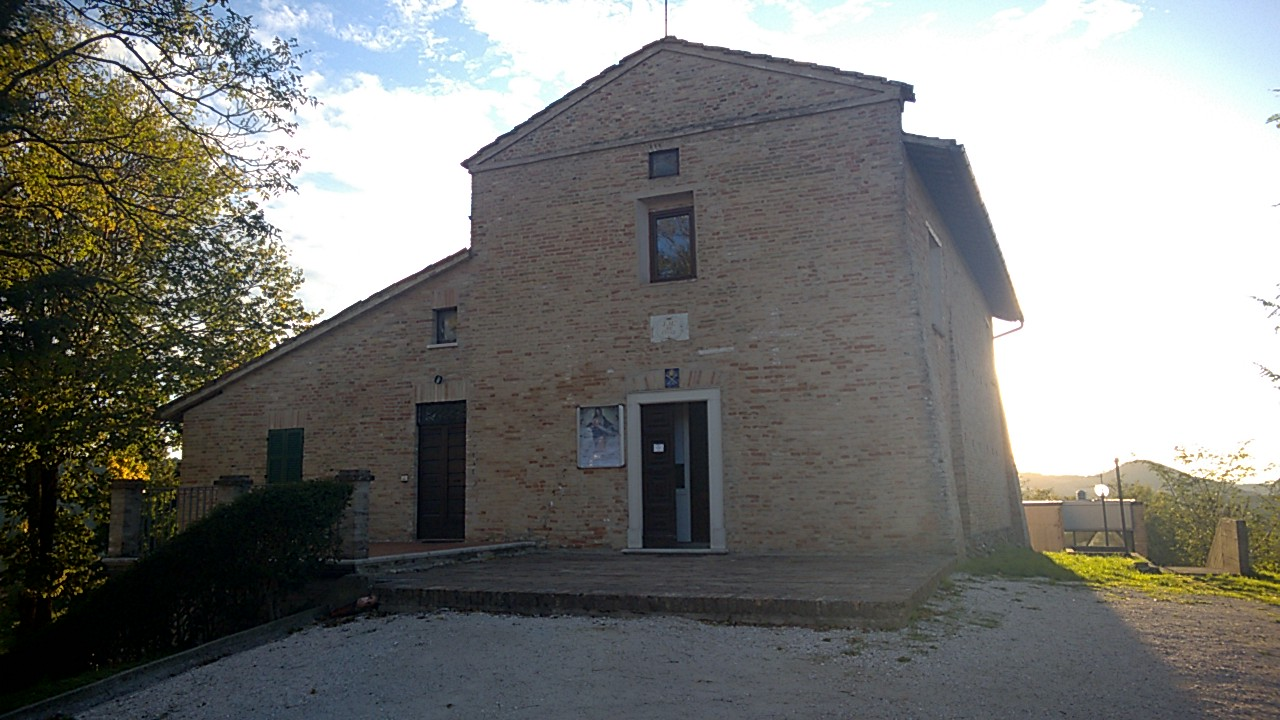
Chiesa Santa Maria de Cruce

Nel podere di Mazzaferro  sorgeva dal 1496 la Chiesa privata dedicata al Santissimo Nome di Maria Vergine. Nel 1529 la Confraternita dell'Annunziata incaricò la Maestranze Marchigiane di erigere la Chiesa su terreno della Basilica Lateranense (In solo lateranensi). Le pergamene latine che attestano l'autorizzazione del Vaticano alla costruzione del bene sono tuttora conservate presso l'ecclesia di Mazzaferro. I lavori furono completati nell'arco di un decennio e nel 1539 la Confraternita approvò lo statuto e la veste processionale. Successivamente la Chiesa fu unita al Capitolo di Urbino nel 1597. Nella seconda visita pastorale del vescovo Angeloni, nel 1851, l’edificio risulta sottoposto all'autorità della Chiesa di San Sergio e spettante alla Confraternita che la costruì. L'accertamento per uso esclusivo di culto, è stato eseguito per Regio Decreto in data del 10 aprile 1936. Edificata un tempo in aperta campagna, oggi è inglobata nel territorio del quartiere di Mazzaferro e catalogata nel patrimonio dei beni culturali delle Marche. La Parrocchia di Santa Maria della Croce è stata eretta in data 22 marzo 1963 con atto ufficiale della Repubblica Italiana e censisce attualmente 1350 parrocchiani. Rispetto agli abitanti di quartiere il numero è superiore, infatti a Santa Maria de Cruce afferiscono anche le zone della Pieve di San Cipriano, oltre alla frazione del Tufo e alla località Crocicchia (o Crocicchio). Agli effetti civili, si ricorda l'unione perpetua "aeque principaliter" di Santa Maria della Croce con la parrocchia di San Paolo, sita in via A. Saffi ad Urbino. Il decreto ufficiale porta la data del 10 marzo 1964.
Struttura
L'edificio è costruito in muratura, prevalentemente da mattoni legati con malta. Il nucleo storico comprende la Chiesa e la canonica, addossata alla sua sinistra, costruita successivamente all'edificio di culto tra il XVIII e il XIX secolo. Di forme semplici, ripete la tradizionale conformazione ad aula unica. La facciata in mattoni termina col timpano e non presenta altre decorazioni. Il portale in pietra modanata è un semplice rettangolo. Sopra il portale un cartiglio riporta il nome della Chiesa. I muri laterali hanno conformazione a scarpata, a mo' di contrafforte. L'interno è semplice e lineare. Uniche decorazioni presenti sono le modanature del cornicione, interrotto dagli archi della campata centrale, oltre alle nicchie inserite in cornici di stucco modellato. Sulla parete di fondo è l'altare originale. Il presbiterio è sollevato sul pavimento dell'aula grazie ad un gradino rivestito in cotto. Nel 1985 l'altare originale è stato parzialmente ridotto in profondità per consentire la costruzione del nuovo, realizzato con sostegni in mattoni e piano di marmo. Sopra l'ingresso è la cantoria, con semplice balaustra in legno priva di decorazioni. Sulla parete destra, libera da edifici, si aprono due finestre. Per la natura franosa del terreno la parete di destra presenta tre tratti di muro a scarpata, per evidenti ragioni statiche. La Chiesa è voltata a botte con sezione ad arco ribassato. Nelle tre campate sono modellate tre unghie per lato in corrispondenza delle finestre e degli archi al centro. Sopra l'imposta della volta è la struttura in legno che sostiene il tetto. La superficie esterna è rivestita con coppi.
Opere d'arte
“Madonna tra i Santi Antonio da Padova, Ubaldo e Bernardino da Siena”: posizionato dietro l’altare si apprezza questo dipinto della metà del secolo XVIII. Ignoti sia il committente che l'autore del quadro. L'opera ha una pregevole cornice in legno dorato, originariamente propria della "Santissima Annunziata" realizzata da Alessandro Vitali e sita all'epoca dietro l'altare maggiore dell'ex Convento dell'Annunziata.
“Madonna e angeli”: sulla parete di sinistra e risalente al 1600, è un tipico esempio di pittura Baroccesca. Anche in questo caso l'autore è anonimo.
"Madonna con in grembo il Cristo morto": sulla parete di destra si osserva questa opera di autore ignoto, probabilmente risalente al periodo di erezione della Chiesa. La Vergine è raffigurata ai piedi della croce e alla sommità dei capi svettano due angioletti.
"Crocifisso in legno con Cristo morente": anch'esso sulla parete di destra. L'opera, di umile fattura, è un chiaro riferimento alla toponimia della Chiesa.

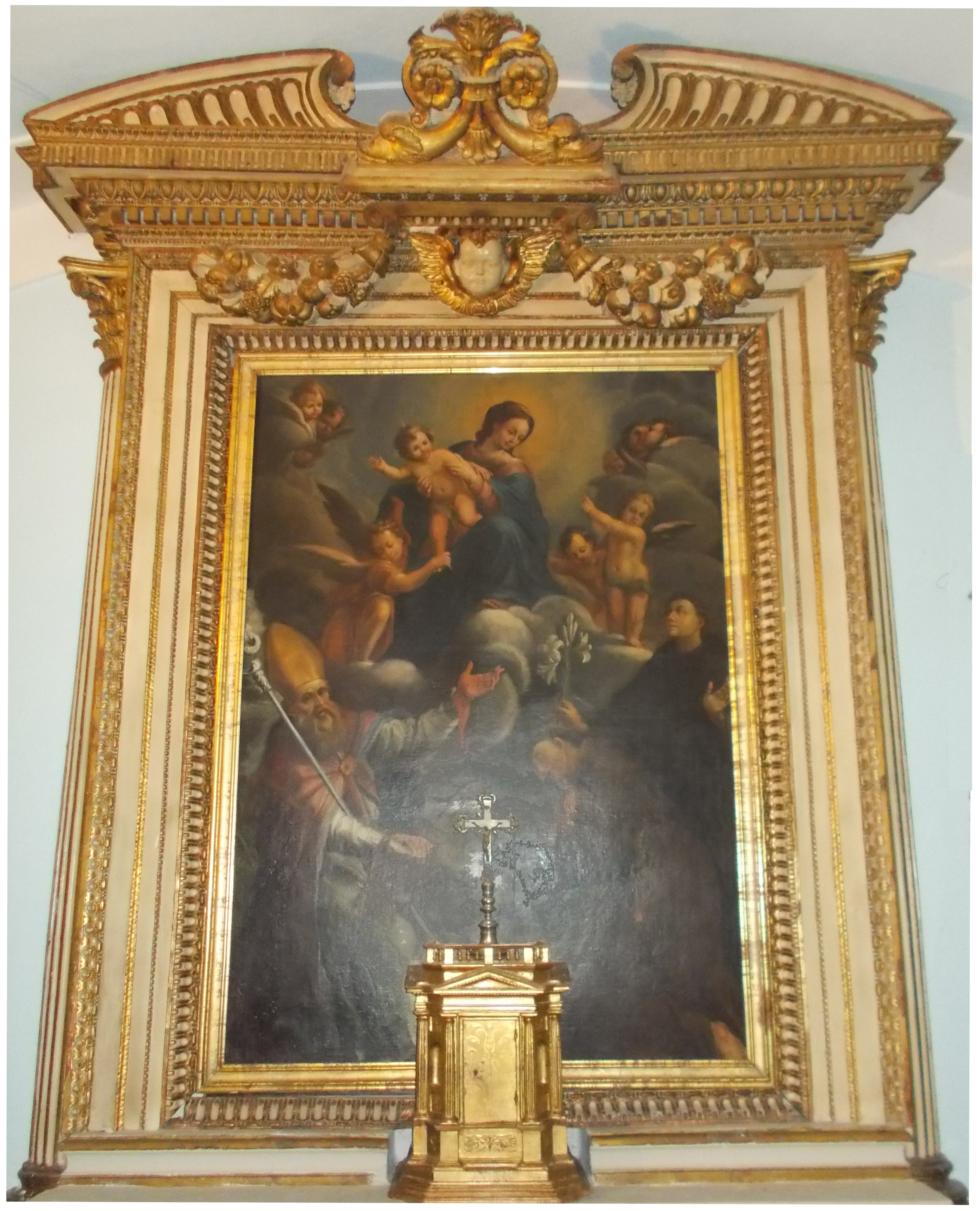
Madonna tra i Santi Antonio da Padova, Ubaldo e Bernardino da Siena - (anonimo, metà del sec. XVIII, olio su tela)
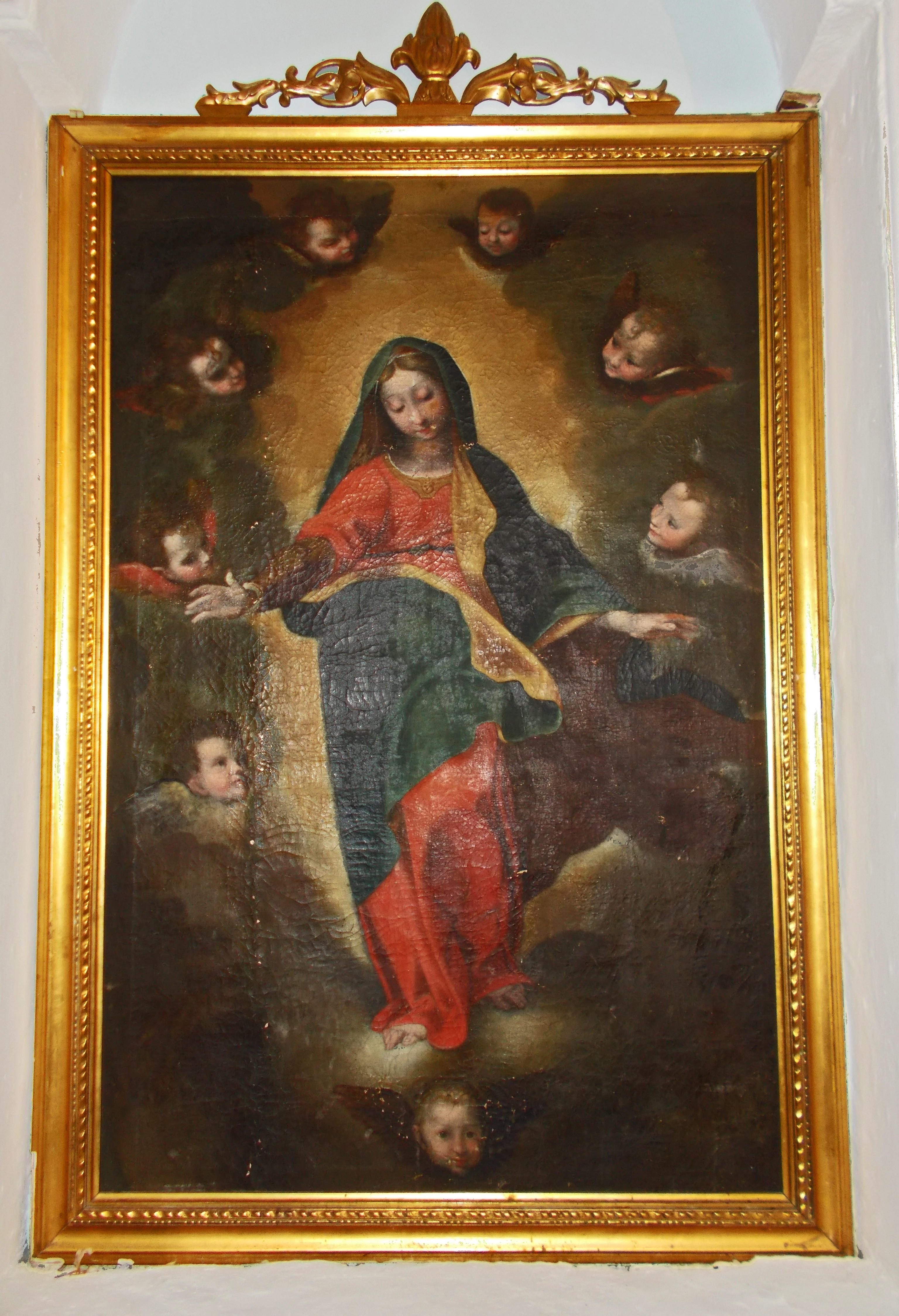
Madonna e angeli - (anonimo, sec. XVII, olio su tela, 134 cm x 85 cm)
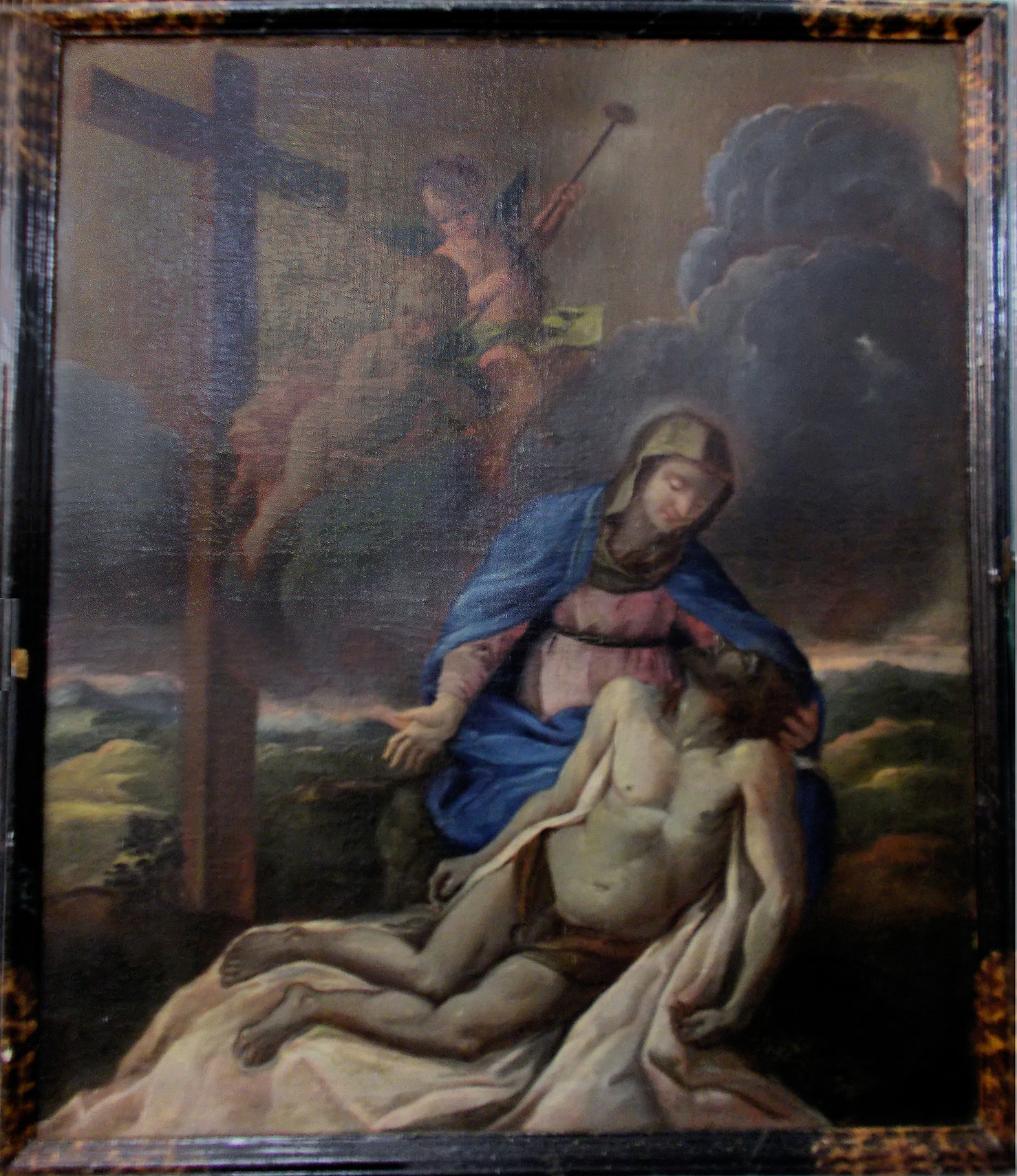
Madonna e Cristo morto - (Autore e periodo anonimi)
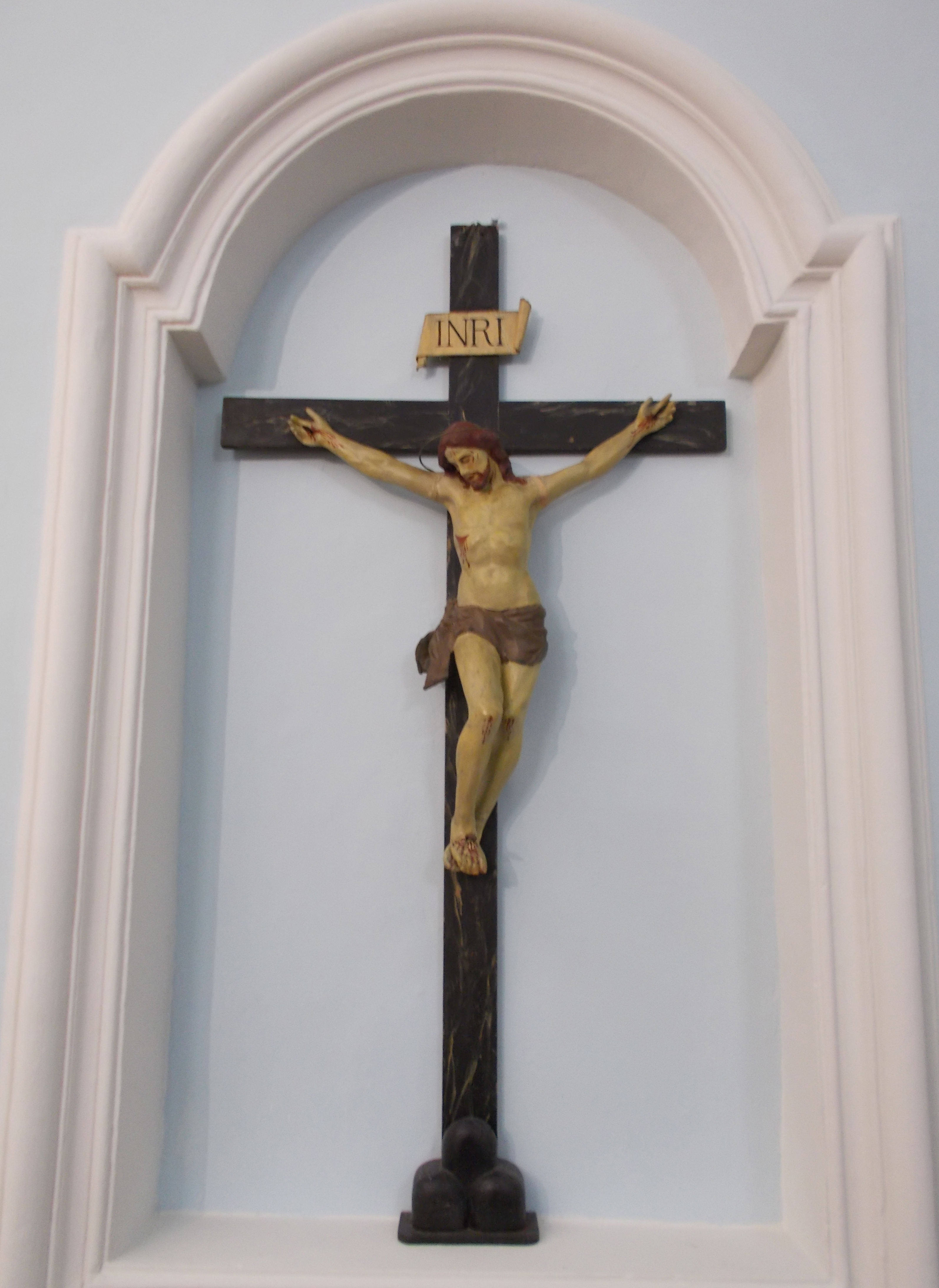
Cristo crocifisso - (Autore e periodo anonimi)

Ampliamenti successivi
Adiacente alla Chiesa si trova il moderno centro parrocchiale eretto tra gli anni '80 e '90 del XX secolo. La struttura è un salone polivalente adibito anche a Chiesa, edificato per rispondere all'aumento demografico in atto nel quartiere.

### Villa Ca' Paciotti o Ca' il Paciotto o Cal Paciotto
Storia

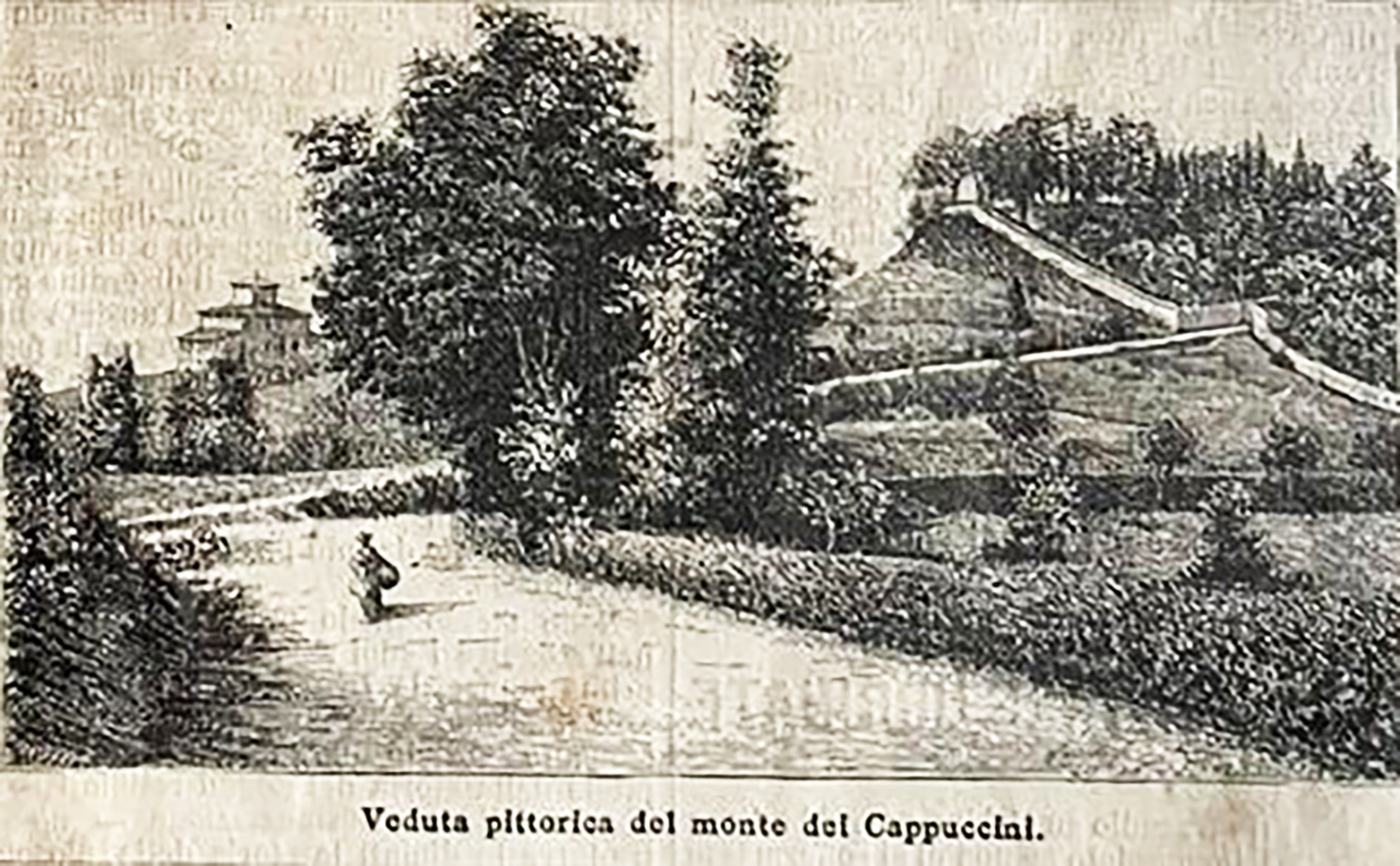
Ca' Paciotti 1891 - Veduta pittorica da Borgo Mercatale del Monte dei Cappuccini - Ca' Paciotti compare sulla sinistra

Nel tratto della SS73 bis detto del "Muraglione", a 100 m da "Ca' Virginio", si trova una villa rinascimentale edificata nella seconda metà del secolo XV. Fu eretta su un poggio con lo sguardo verso Urbino nel 1470, da Paolo di Guido di Paolo Passionei, tesoriere e maggiordomo del Duca Federico da Montefeltro. Il poggio extra muros non era che vigna e terra seminata detta “Podere di S. Antonio”, dal nome del Convento, già ospedale, sito sul vicino Colle dei Cappuccini. Mantenne il toponimo in onore del Santo fino al 21 marzo 1569, quando l'architetto Pietro Francesco Tagliapietra detto “il Paciotto” l'acquistò dalla famiglia Passionei per 1300 scudi urbinati. Nel sito dei Beni Culturali delle Marche si riporta la data del 23 settembre 1568 per la vendita, mentre nel diario personale di Francesco Paciotto si indica l'anno 1576.

Furono in ogni caso i “Paciotti” a dare un volto illustre alla villa che prenderà il loro nome. Lo storico urbinate Franco Negroni, i cui studi sono qui citati, ipotizzò che già al tempo dei Passionei ci fosse un fabbricato ad uso colombaia e abitazione del colono nel “Podere di S. Antonio”. Certo vi era nel 1576 secondo gli statuti di Urbino, quando il fattore di famiglia Paciotti concesse a lavorio, ad Andrea di Cristoforo da Cerquetobono e fratelli, “la possessione di S. Antonio fuori delle mura cittadine, con vari oneri mezzadrili”. Successivamente la Contessa Giulia Staccoli, rimasta vedova del Conte Carlo Paciotti, figlio di Francesco, indulse la villa ai Sigg. Giovanni e Giannandrea eredi del fu Gentile Rossi il 16 ottobre 1631. L'atto di passaggio, finalizzato per 4400 scudi, specifica che la possessione era costituita “di diverse qualità di terre, con le case, il colombaio, i portici, i casalini e tutte le sue pertinenze, sita nella corte della Città di Urbino in località S. Antonio o Ca' Paciotti”.

Mazzaferro (Urbino): Villa Paciotti (Cà Paciotti o Cal Paciotto). Visuale da Ca' Giusti. Data sconosciuta.

I fratelli Rossi vennero negli anni alla divisione del patrimonio e “Ca’ Paciotti” toccò a Giovanni, che in città abitava il palazzo già dei Baldi. Nell'inventario steso dopo la morte di questi il 16 giugno 1648, furono elencate le suppellettili della possessione “Ca’ Paciotti”, da cui risulta una sala adorna di quadri a soggetto religioso e profano assieme a mobili di noce, né da meno sono le altre sei stanze, oltre la cucina coi suoi utensili. Dieci anni dopo nel Consiglio Comunale del 5 settembre 1658, “fu risoluto in ordine anco ai sensi di S. Ecc. espressi dal Sig. Luogotenente, che si paghino al Sig. Giacomo Rossi scudi quaranta per nolo delle case di Cal Paciotto per tutto il tempo che si sono occupate per lazzaretto, e gli si rifaccino tutti i danni”. Giacomo Rossi, sposato alla Nob. Lavinia Gasparini di Mercatello ma senza figli, predispose la dote della cognata nubile Caterina Teresa Gasparini, assegnandole la proprietà di “Cà Paciotti” e con testamento del 15 ottobre 1720 la dichiarava erede universale.

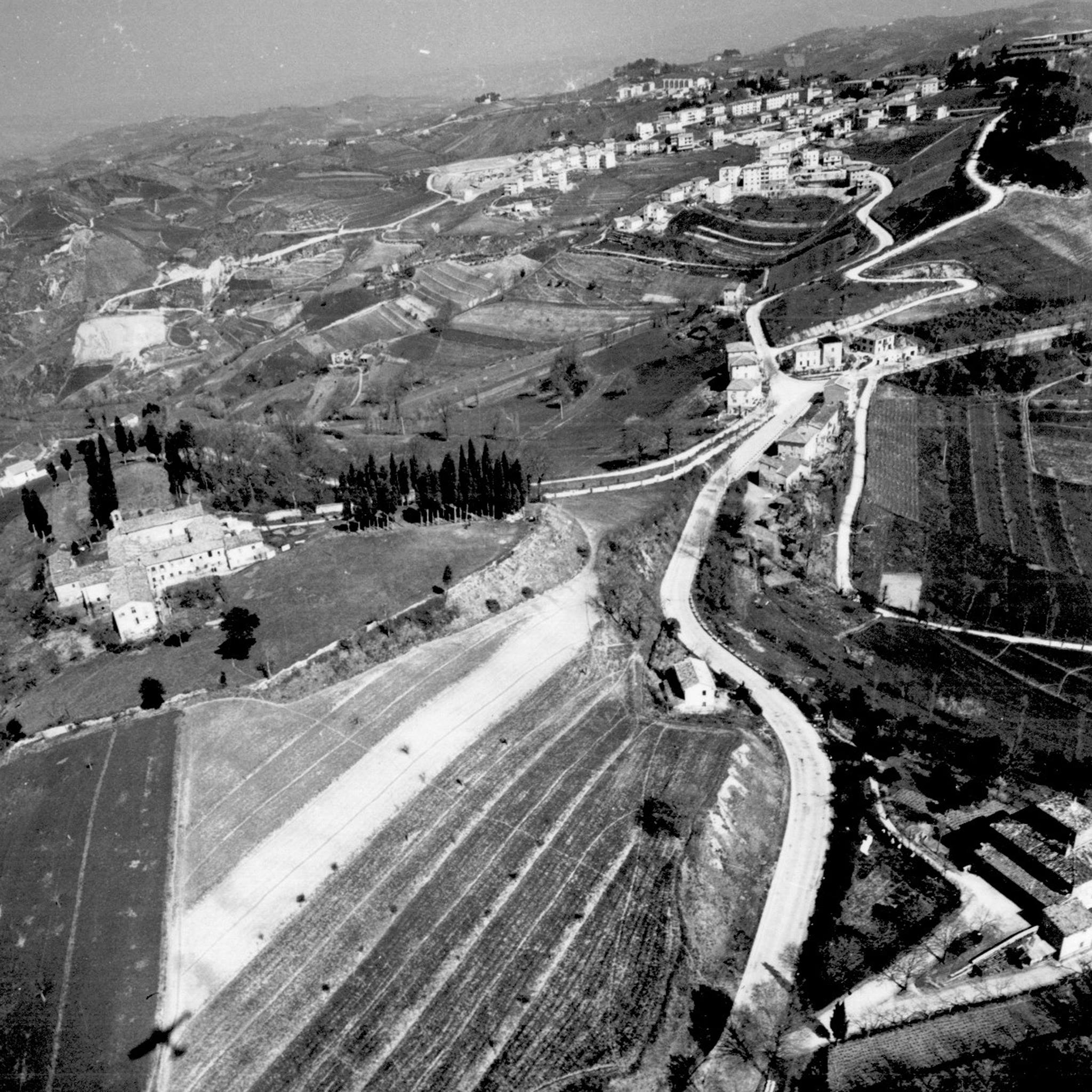
Vista aerea di Ca' Paciotti o Cal Paciotto alla fine degli anni '60

Il Palazzo Ducale e “Ca’ Paciotti” furono compromessi dal disastroso evento sismico del 24 aprile 1741, costringendo l'erede Caterina Gasparini, ormai sposata al Nob. urbinate Antonio Paltroni, alla vendita del predio. Il 2 luglio 1743 fu stipulato l'atto a favore dei fratelli Corradi, che le permise di far fronte alle spese di riattamento. Il patto prevedeva di redimere il podere entro 15 anni,  ma nel 1746 la Sig.ra Gasparini Paltroni morì senza testamento. Il 10 gennaio 1747 gli eredi vendettero a S. Ecc. Orazio Albani, principe di Soriano, tramite il suo agente Don Marco Lazzari, i due poderi di “Ca’ Paciotti” e “Ca’ il Sorchione” per la somma di 6975 scudi ducali. Gli Albani mantennero la possessione fino alla seconda metà del XIX secolo, quando passò poi ad altri, tra i quali il Comm. Avv. Romualdo Vetrari che il 24 marzo 1920 a rogito Francesco Benedetti vendette il podere e la villa alla famiglia attualmente proprietaria.
Struttura
L'edilizia storica è di "tipo toscano", tant'è che la villa, in mattoni rinascimentali, è costituita da una torre colombaia centrale, raccordata ad una struttura di base a forma di quadrilatero. Sul lato d'ingresso insiste un loggiato a cinque archi, al centro del quale è il portone d'entrata in pietra a bugne lisce alternate da binati a punte di diamante sulla cui chiave di volta campeggia l'arme dei Rossi. Lo stemma compare anche nei peducci del salone rettangolare e in quelli di altre stanze, in altre ancora sono caratterizzati da gioiosi amorini. Osservando la struttura del salone, dal soffitto crespinato ed arricchito da un bel camino in pietra del XVI secolo, s'avverte il taglio sulla storica colombaia inglobata nel nominato quadrilatero. Addossato a questo, sul retro, in euritmia con l'aggetto del loggiato, vi è un corpo di vecchia data che suggerisce con garbo i restauri apportati dopo il sisma del 1741. Sul fianco destro, ove il terreno si presenta scosceso, quattro arconi slanciano e danno solidità al fabbricato. La villa è stata dichiarata patrimonio culturale il 12 agosto 1959 con atto ministeriale della Repubblica Italiana, assieme ad altre edificazioni e località del territorio urbinate. Tutto il complesso è stato restaurato nel 1972, con il benestare della Soprintendenza ai Monumenti, risanando ciò ch'era cadente e rivisitando aggiunte arbitrarie d'epoca non lontanissima. La costruzione oggi ha un valore architettonico e paesaggistico pregevole, arricchito dall'eredità della storia.
Vedutismo pittorico

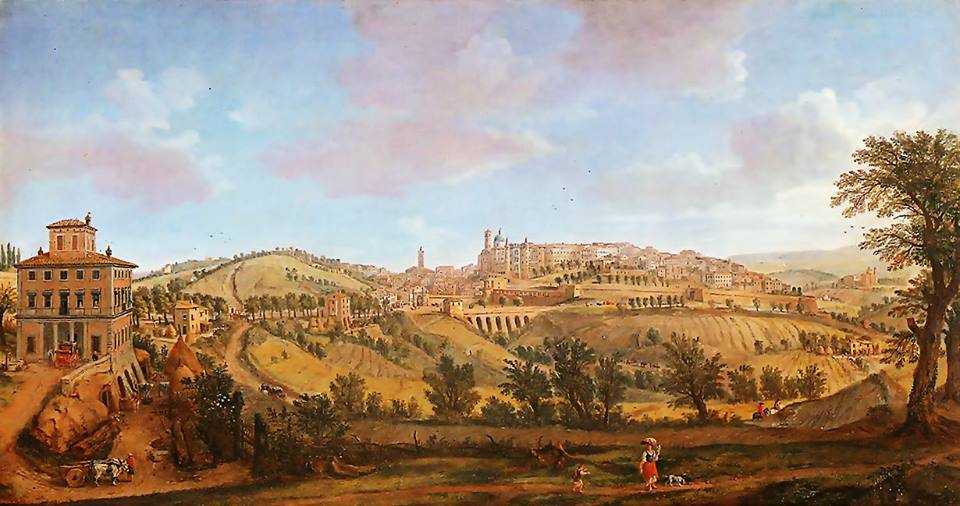
Gaspar van Wittel - Veduta prospettica di Urbino, vista da sud-ovest (zona Ca' Virginio) - anno 1723 - Olio su tela, cm. 72x139

Nel 1723 Gaspare Vanvitelli (detto Casper o Gaspare degli Occhiali) si trovava ad Urbino con il figlio Luigi per volere del cardinale Albani, tant'è che la mano del pittore ci ha lasciato due vedute della città ducale. Recuperate fortunosamente da una collezione privata negli anni '80 oggi sono conservate alla Villa Imperiale di Pesaro. Una di queste è ripresa dalla zona di Ca' Virginio e in primo piano sulla sinistra compare “Ca’ Paciotti”. Esistono anche due disegni, uno di essi, conservato al Morgan Library & Museum di New York, riprende analoga veduta in direzione della villa. Tuttavia il pittore sembra essersi spostato verso sud-est nella zona di "Ca' Buffo Topo". In questo caso "Ca' Paciotti" non compare sull'estrema sinistra, ma sono abbozzate le case sotto il Colle dei Cappuccini e lungo la strada che porta al Pian di Mercatale d'Urbino (Ca' Condi). Aldilà della pregevole fattura le opere hanno un altissimo valore storico, perché esempi unici di vedutismo applicato allo scenario urbinate.
La visita del Principe di Galles

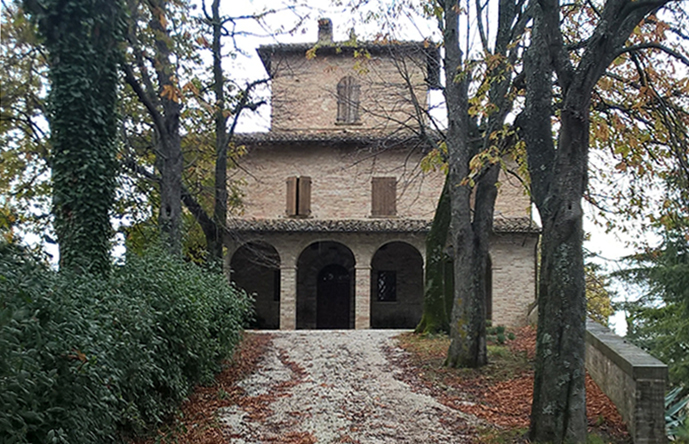
Villa Ca' Paciotti. Visuale da SS 73 bis. Novembre 2017

Il 10 maggio del 1988 Re Carlo IIII d’Inghilterra, al tempo Principe di Galles, fece visita privata ad Urbino su invito dell’Accademia Raffaello di cui era socio. Tra i vari luoghi si recò a Palazzo Vecchiotti, di proprietà dell’omonima Contessa urbinate già compagna di collegio della Principessa Margaret, e a Ca’ Paciotti. La visita a Ca’ Paciotti fu estemporanea, ma non così sorprendente, notorio infatti è l’hobby della pittura ad acquerelli del Re. Da Palazzo Ducale il Principe notò la villa del Paciotto e ritenne fosse il punto di osservazione migliore per immortalare una veduta d’Urbino. La valutazione non sorprende, considerato che la direzione visuale fu la stessa scelta nel ‘700 dal Vanvitelli. Intuibile è la sorpresa della famiglia proprietaria dell’epoca, nel momento in cui il Principe di Galles suonò alla porta chiedendo la cortesia di poter dipingere la Città Ducale. Da Ca’ Paciotti dunque il Principe colse un’istantanea della città rinascimentale non disdegnando, come ricordano peraltro i presenti all’epoca, l’ora del thè. Successivamente l’acquerello fu esposto in una mostra allestita presso la Casa natale di Raffaello, in occasione della seconda visita del Principe in Urbino avvenuta il 6 maggio 1990. 

### Scultura in ferro "Equilibrio nel vento"
Si trova sulla rotonda al centro del quartiere; è stata inaugurata nel 2013, in occasione dell'apertura della 58ª edizione della Festa dell'Aquilone. L'opera è stata realizzata dallo scultore urbinate Ermes Ottaviani per commemorare l'antica arte dell'aquilonismo, nata in Cina e sviluppatasi con grande rilievo in Italia ed in particolare ad Urbino (sede della Festa dell'Aquilone).
Non a caso la scultura è stata posizionata nel quartiere di Mazzaferro. Da anni l'omonima Contrada è molto attiva nell'arte della costruzione delle comete di carta e canna di fosso, già omaggiate da Giovanni Pascoli ne l'Aquilone (vv 22-33, Primi poemetti).

## Società

### Evoluzione demografica
Il territorio ha conosciuto un significativo incremento demografico a partire dalla seconda metà del XX secolo. Non esistono dati ISTAT ufficiali relativi a Mazzaferro, visto che il quartiere è un ambito urbano in continua evoluzione.
Fonti e metodo di calcolo
I valori demografici della popolazione sono comunque stimati con buona approssimazione, grazie all'incrocio de:
- le fonti storiche[44][117];
- i numeri dei censimenti 1991, 2001[118] e 2011[119] relativi alle aree N°13, N°26, N°27, N°28, N°100, N°132[5];
- gli iscritti al voto nella sezione N°17 di Mazzaferro[120] nell'anno 2017.

La stima considera solo parzialmente Biancalana e Val Miseria. I settori sud-ovest e nord-ovest di queste vallate, sono inserite dai censimenti nell'area N°66, che si estende fino a Pieve di Cagna. Questa zona è stata esclusa perché la maggioranza delle abitazioni è estranea a Mazzaferro. In ogni caso trattasi di pochi residenti, compensati dal conteggio di alcuni civici delle aree N°13 (Ca' Paciotti) e N°26 (Collegi e Colle dei Cappuccini). In questi territori, prossimi al quartiere, risiede un gruppo di persone numericamente equiparabile a quello omesso con l'area N°66. Storicamente questi abitanti non possono "definirsi" Mazzaferresi in modo rigoroso, ma sono comunque conteggiati. Per il Comune di Urbino sono afferenti alla sezione elettorale N°17 di Mazzaferro, quindi generalmente ascrivibili all'azzonamento del quartiere.
In attesa del censimento 2021, la stima degli abitanti per l'anno 2017 è valorizzata con altro metodo. Agli attuali iscritti al voto (827 individui, 402 maschi e 425 femmine) è stata sommata la percentuale di abitanti da 0 a 17 anni e quella dei residenti stranieri. I dati ISTAT su base comunale per l'anno 2017, ci dicono che queste percentuali incidono sul totale della popolazione rispettivamente per il 14,7% e il 9,8%. Si consideri che Mazzaferro è un quartiere "giovane", dunque la percentuale relativa ai minorenni è probabilmente un dato sottostimato. I censiti e i votanti sono archiviati presso l'ISTAT, l'Ufficio Servizi Demografici e Protocollo e l'Ufficio Elettorale di Urbino.

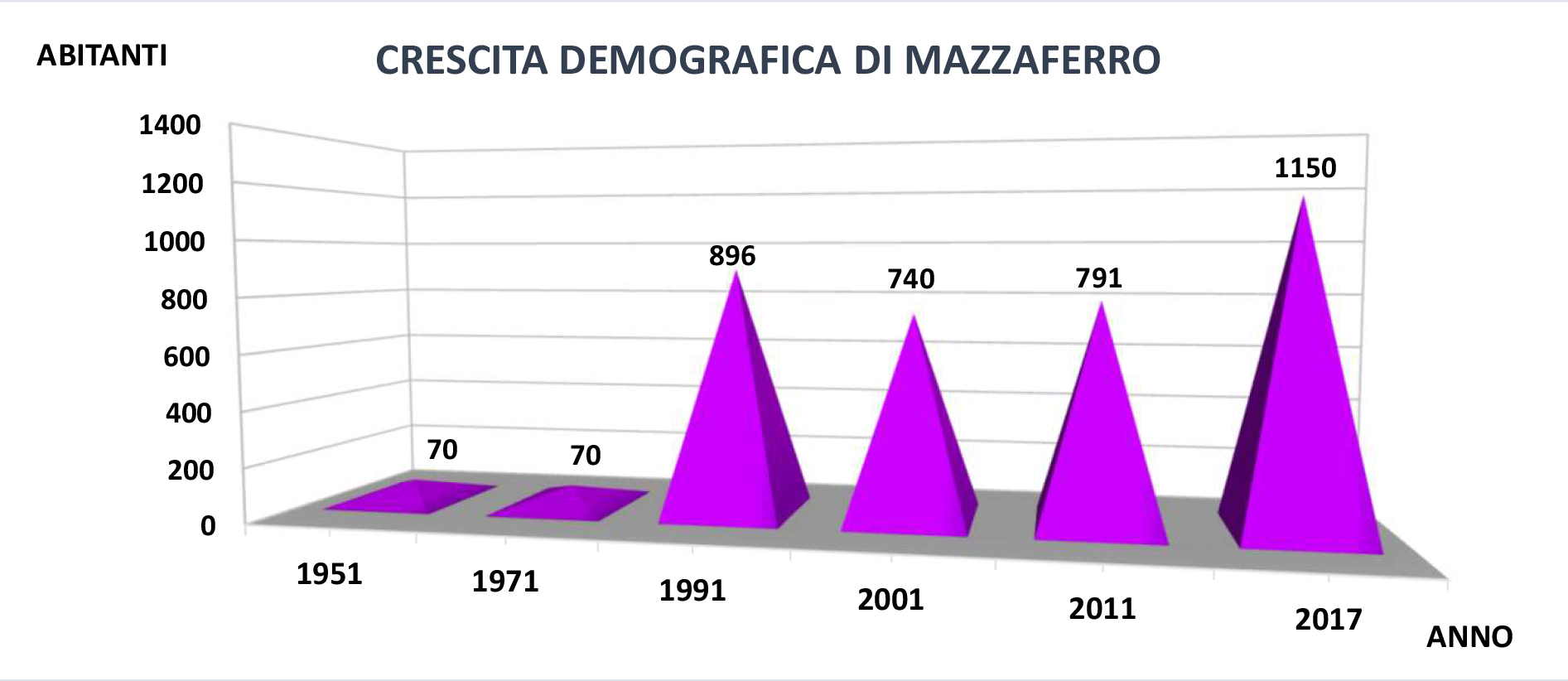
Crescita demografica di Mazzaferro dal 1951
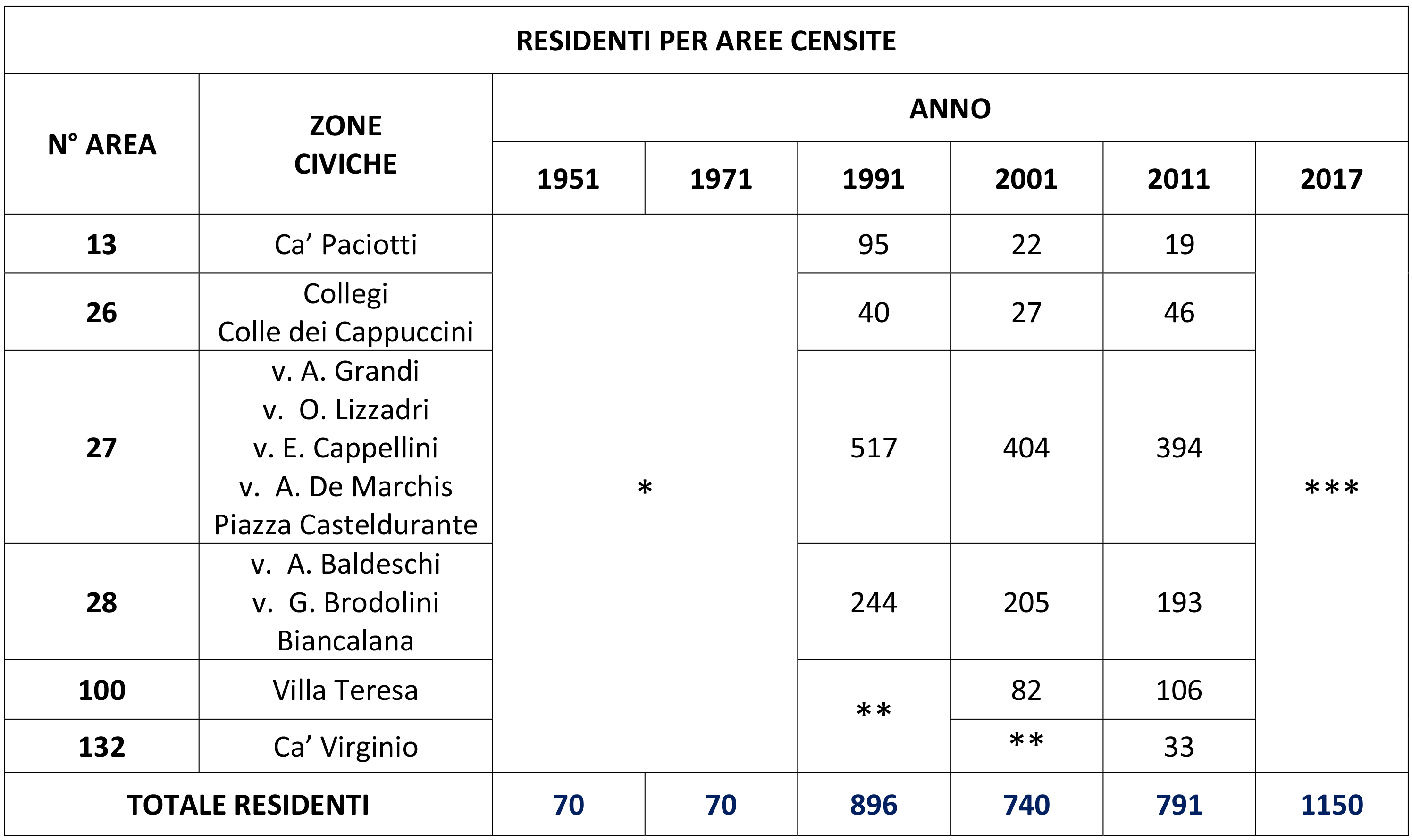
{\displaystyle *} Tra il 1951 e il 1971 non esistevano aree di censimento, il totale dei residenti lo si deve a fonte storica (v. "fonti e metodi") {\displaystyle **} Area non ancora edificata {\displaystyle ***} Attualmente non disponibili. Il totale dei residenti è valorizzato con altri dati (v. "fonti e metodi")

Analisi dei dati
Tra il 1951 e il 1971 il nucleo abitativo contava 70 abitanti, a metà degli anni '70 il boom costruttivo ha prodotto una significativa "colonizzazione" del territorio. Vent'anni dopo i residenti erano più che decuplicati, tanto che nel 1991 si contavano 896 persone.
Nel 2001 si è registrato un calo demografico dovuto a uno spopolamento fisiologico del quartiere. La generazione nata agli inizi degli anni '70 ha "costruito" nuove famiglie, trasferendosi dentro e fuori dal Comune di Urbino. Considerando l'erezione della zona di Villa Teresa, non ancora edificata nel 1991, si stima un numero di 740 individui. Analogamente sono stati calcolati gli abitanti nell'anno 2011, conteggiando i nuovi edifici di Ca' Virginio. Anche in questo caso il numero di 791 residenti è ragionevole.
Più recentemente il crollo dei prezzi delle case ha favorito una lieve ripresa demografica, ragion per cui un numero di individui tra i 1100 e i 1150 può ritenersi attendibile alla data odierna. I non residenti oscillano invece attorno alle 200-300 anime (studenti universitari).
Dato curioso è il numero progressivo delle varie aree: chiaramente assegnato in ordine di costruzione temporale, conferma lo sviluppo storico precedentemente descritto.

### Istituzioni, enti e associazioni
Associazione Mazzaferro: evoluzione naturale della Contrada di Mazzaferro, attiva da decenni nel campo dell’aquilonismo e in particolare nella storica Festa dell’Aquilone. Fondata nel 1982 con lo sviluppo voluto dall’arch. De Carlo, dopo un fecondo periodo negli anni ‘80 ha vissuto una stasi nel decennio successivo. Grazie alla sinergia tra vecchie e nuove generazioni negli anni 2000 è tornata in auge. Vincitore per 3 volte del Trofeo Città di Urbino, conta oggi su un nucleo base di 200 contradaioli. Nel corso degli ultimi 15 anni le azioni della Contrada sono state estese e raccolte sotto il coordinamento dell’Associazione. Si svolgono attività di collaborazione con la Parrocchia Santa Maria De Cruce, il Comune di Urbino, associazioni Onlus ed altre per la rievocazione storica (ARS). Il simbolo rappresentativo è il Sole Nascente Viola in campo bianco. Deriva per analogia dalla Bandiera del Sole Nascente giapponese introdotta nel periodo Edo. Il simbolo fu scelto nel 1982, momento di sviluppo del quartiere, perché riconosciuto come portatore di buon auspicio e fortuna. Nella simbologia giapponese il sole nascente richiama al crisantemo. Fonte di ispirazione per molte poesie è un simbolo autunnale legato alla forza e resistenza: il fiore del crisantemo, infatti, è invernale e sbocciando affronta le avversità del freddo. Associato anche al ringiovanimento ed alla longevità, il tessuto bagnato nella sua linfa veniva strofinato sulla pelle durante il "Giorno del Crisantemo" (il 9º giorno del 9º mese dell'anno) nella speranza di preservare la giovinezza dell'individuo. Per tutte queste qualità una particolare specie di crisantemo, con raggio a 16 petali (che ricorda quindi anche un sole con i suoi raggi), è stata adottata come emblema della Famiglia Imperiale. Il simbolo raffigura infatti il fiore con 16 petali frontali e 16 sul retro, sfalsati. Il colore viola invece è quello che si crea unendo il rosso e il blu. Il rosso simboleggia la forza, l’energia e l'amore; il blu la calma e la saggezza. Il viola è quindi la sintesi degli opposti, il simbolo della rottura degli schemi classici.

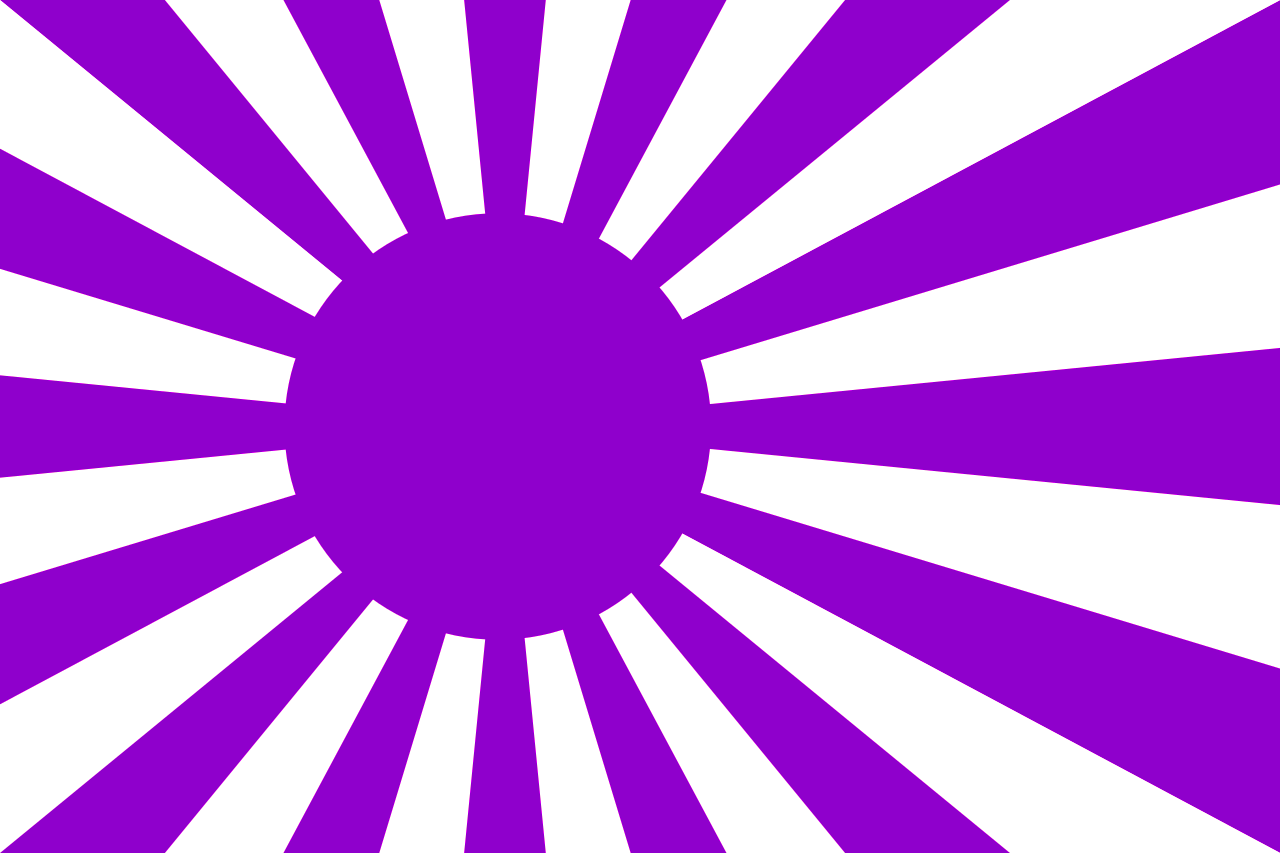
Il simbolo della Contrada Mazzaferro

Coro Santa Maria de Cruce: Gruppo fondato nell'anno 2008 e coordinato dalla maestra Odette Travaglini, conta oggi 20 componenti.
Associazione Sportiva Palaferro (A.S.D.)

### Tradizioni e folclore
- Festa parrocchiale: si tiene annualmente l'ultima domenica del mese di maggio in ricordo dell'erezione della parrocchia Santa Maria de Cruce[74].
- Notte viola: istituita nel 2010 dalla Contrada Mazzaferro in occasione della Festa dell'aquilone, ha luogo ogni anno nell'ultima settimana del mese di agosto in Piazza Casteldurante. Obiettivo dell'evento è consolidare il clima tra i contradaioli prima della sfida contro le contrade della città. Durante la serata si svolge all'occorrenza l'investitura dei giovani aquilonisti, che si approcciano per la prima volta all'arte della costruzione delle comete di carta e canna di fosso[132].
- L'Ostaria dai Viola: attività di animazione storica avviata nel 2014 dalla Contrada Mazzaferro al pari di altre contrade della città. Opera esclusivamente nel mese di agosto durante la storica Festa del Duca[133]. Durante i tre giorni della manifestazione vengono allestite nei vicoli cittadini caratteristiche osterie rinascimentali, che preparano e distribuiscono cibo tipico della zona. I contradaioli, nei panni di locandieri dell'epoca, contribuiscono ad animare e ricreare l'atmosfera del XVI secolo.

## Cultura

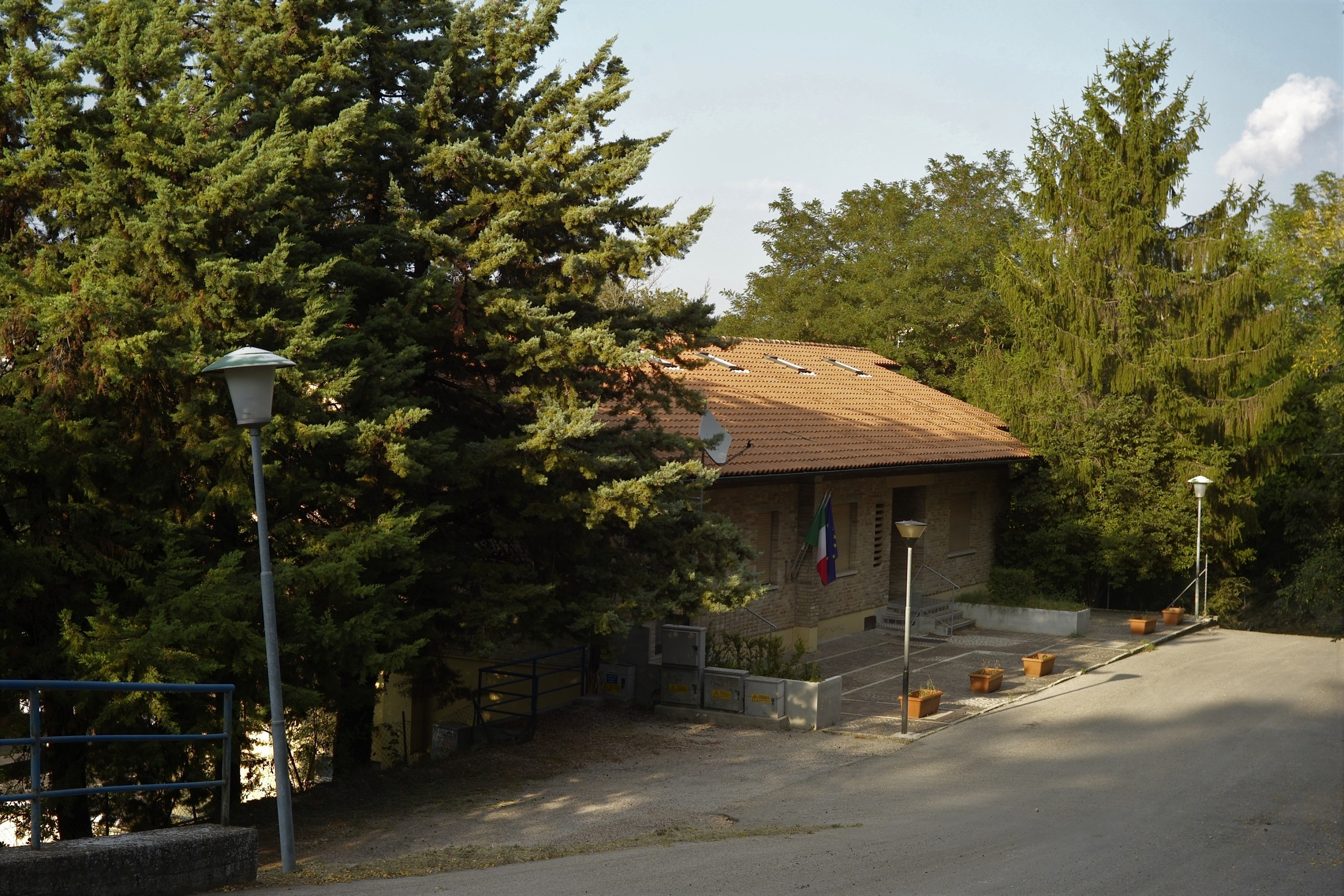
La Scuola Primaria di Mazzaferro

### Istruzione

#### Scuole
Nel quartiere ha sede la Scuola Primaria "Urbino Mazzaferro". Fino al 1981 la sede era in zona Villa Serena, in direzione sud rispetto alla Chiesa Santa Maria de Cruce. Dal 1982 è stata trasferita in via Achille Grandi adiacente alla palestra Palaferro ed intitolata allo scrittore urbinate Paolo Volponi. La zona scolastica è stata inserita nella classe acustica I.
Nel mese di giugno 2021 il Comune di Urbino ha valutato necessario l'ampliamento del sito. La valorizzazione del complesso scolastico è stata concretata con l'acquisito di una struttura privata ubicata in Piazza Martiri di Lidice. Il progetto definitivo e l'avvio dei lavori di riqualifica strutturale era stato previsto per la fine del 2021, tuttavia le attività sono cominciate solo agli inizi di aprile 2022. Idealmente, il completamento dell'opera dovrebbe garantire non solo spazi scolastici più ampi ma anche una 2° sala civica. Attualmente, la sala di quartiere è sita in Piazza Casteldurante, strategica e cruciale nel supportare non solo le Attività dell'Associazione Mazzaferro ma ogni momento ricreativo e sociale di quartiere.

## Economia
Data l'estrema vicinanza ad Urbino, l'economia è principalmente legata a quella del capoluogo provinciale. Oltre al settore agricolo e ad alcune attività del settore terziario, se ne sviluppano altre legate alla ricettività turistica.

## Infrastrutture e trasporti

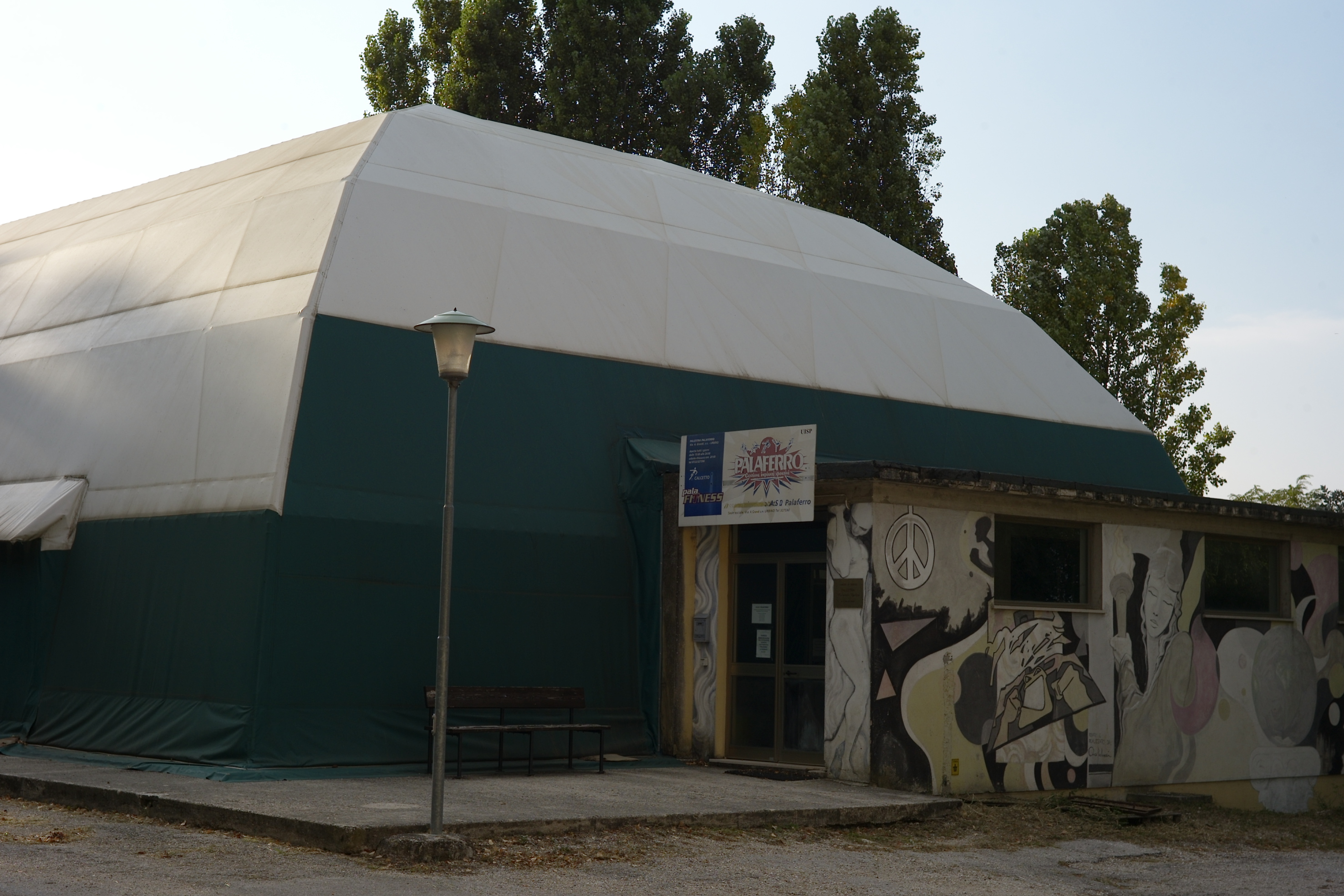
La palestra Palaferro

### Strade
Mazzaferro è attraversata dalla Strada Statale 73 bis nel tratto che collega Urbino con Urbania. In caso di evento sismico le aree di primo soccorso sono localizzate nel piazzale dei Martiri di Lidice e di Santa Maria De Cruce.

### Mobilità urbana
Il quartiere dispone di un servizio urbano di autobus gestito da Adriabus.

## Strutture sportive
- Palestra "Palaferro"
- Centro di studi Danza
- Struttura sportiva parrocchiale

## Curiosità

Mazzaferro (curva del Muraglione): Bonifica ordigni della II° Guerra Mondiale (fine anni '70)

- Il quartiere[5] di Mazzaferro è spesso considerato una frazione di Urbino. L'errore può ricondursi alla segnaletica stradale che indica l'inizio e la fine della città ducale. Attualmente il posizionamento del toponimo "Urbino" lungo la SS 73 bis estromette il quartiere, il quale si trova in direzione di Urbania 0,6 km dopo il cartello di fine città. L'assunzione è tuttavia errata perché questa segnaletica su strada non indica i confini della città, ma solo la competenza del percorso stradale. Per discernere tra la responsabilità di un comune e lo stato italiano, cioè l'ANAS, si fa riferimento alla definizione del Ministero dei Trasporti e delle Infrastrutture che definisce "centro abitato", nel tracciato di una strada nazionale, "un agglomerato contiguo di almeno 20 case". Se dalla città ducale ci si sposta in direzione del territorio di Mazzaferro, insiste un tratto stradale per il quale questa definizione non è rispettata: tra la zona dei Cappuccini[5] e quella di Ca' Virginio (sede dell'attuale Supermercato)[5]. Per questo motivo l'indicazione di "fine città di Urbino" è posizionata nella zona dei Cappuccini e non dopo Mazzaferro. Nei fatti ci si trova di fronte ad un paradosso: il quartiere è sotto responsabilità comunale pur trovandosi fuori dai "confini" della segnaletica cittadina. La strada che lo attraversa è al contrario di competenza dello stato italiano[143].
- Alla fine degli anni '70 fu effettuata la bonifica di 14 ordigni bellici della II° Guerra Mondiale,  sul tratto di strada SS 73bis tra Villa Paciotti (Cal Paciotto o Ca' Paciotti)[14] e l'attuale Supermercato sopra Ca' Virginio[5]. Nella ritirata i Nazisti avevano minato la strada "del Muraglione", unico accesso da ovest a Urbino, posizionando le bombe poco sotto il manto stradale. Durante alcuni lavori dell'ANAS furono rinvenute e disinnescate dagli artificieri del reparto di Bologna. Sulla sfondo si vedono le prime case ultimate e progettate dopo l'approvazione del 1º PRG di Giancarlo De Carlo, site in via Achille Grandi. Si nota anche l'attuale palazzo di via Oreste Lizzadri al tempo ancora in costruzione. Assenti le abitazioni di Piazza Casteldurante erette successivamente con le varianti di progetto previste dell'Università IUAV di Venezia.
- Lo scrittore e poeta Paolo Volponi cita Mazzaferro nel testo narrativo "Guerra di Piume sopra la città"[144]. Curiosamente, ma non sorprende, il quartiere è citato come "frazione".nel racconto già parte del libro "Cantonate di Urbino"[145].
- Il poeta dialettale Zeno Fortini[146] cita Mazzaferro nello Scherzo Poetico: "Il black out nel mio quartiere"[147].
- Nella commedia teatrale di Enzo Gualazzi, il "Ritratto della Muta", si cita Mazzaferro. Il podere feltresco è assegnato quale ricompensa ad Antonio Serafini da Colbordolo, per aver salvato il Duca Federico dai sicari del Valentino.[148]